# Sehafe Teezaz
Sehafe Teezaz, auch S’ahafi Te’azzaz (amharisch ጸሓፌ ትእዛዝ, der die Befehle aufschreibt) war im frühen kaiserlichen Äthiopien der Titel des kaiserlichen Geschichtsschreibers und Hofchronisten. Der Titel wurde von Kaiser Amda Seyon I. (1314–1344) zwecks Aufzeichnung der Ereignisse seiner Regentschaft eingeführt. Die Funktion des Sehafe Teezaz konnte auf Grund seiner Bedeutung am kaiserlichen Hof nur von einem hohen Würdenträger bekleidet werden, der die Würde eines Azzaz besaß. 
Im Laufe der Jahrhunderte stieg der Titel des Sehafe Teezaz noch in der Bedeutung. Als Minister der Feder saß er dann in der kaiserlichen äthiopischen Regierung und übte die Funktion des Siegelbewahrers aus. Außerdem gingen alle Befehle des Kaisers durch seine Hände. Zu dieser Zeit konnte der Sehafe Teezaz vom Kaiser ernannt werden. Der Titel des Sehafe Teezaz entsprach der Würde eines Dejazmach.